# 滕普林施塔特湖

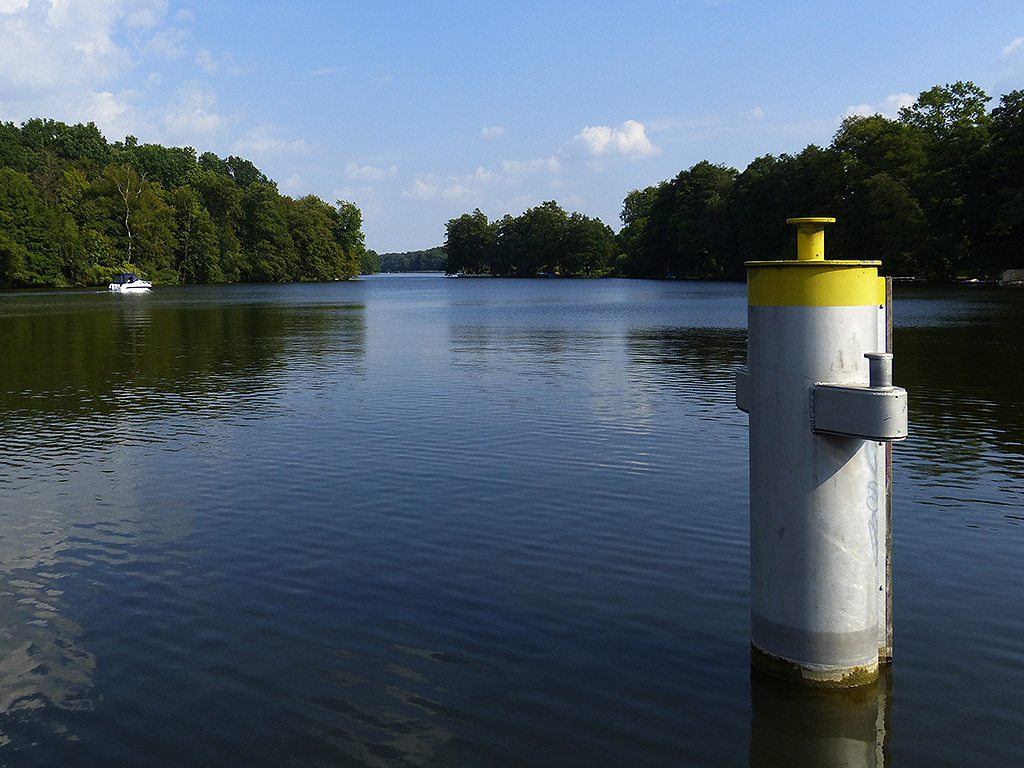

53°07′34″N 13°31′19″E / 53.126161°N 13.521895°E
滕普林施塔特湖（德語：Templiner Stadtsee），是德國的湖泊，位於該國西南部，由勃蘭登堡州負責管轄，處於烏克馬克縣，長2.5公里、寬0.7公里，面積0.87平方公里，最大水深9米，水體容量505萬立方米。